# Liolaemus janequeoae
Liolaemus janequeoae — вид ігуаноподібних ящірок родини Liolaemidae. Ендемік Чилі. Описаний у 2016 році.

## Поширення й екологія
Liolaemus janequeoae відомі з типової місцевості, що лежить у районі Лагуна-Верде, за 13,5 км на північний захід від вулкана Толуака в регіоні Арауканія, на висоті 1397 м над рівнем моря.